# Eric Verdonk
Pour les articles homonymes, voir Verdonk.
Eric Franciscus Maria Verdonk est un rameur néo-zélandais né le 28 mai 1959 à Taihape et mort le 3 avril 2020 à Auckland.

## Biographie
Né de parents hollandais installés à Taihape, Eric Verdonk est éduqué en néerlandais et apprend l'anglais à l'extérieur de la maison.
Il obtient une médaille de bronze en skiff aux Jeux du Commonwealth de 1986 à Édimbourg. Il dispute les épreuves d'aviron aux Jeux olympiques d'été de 1988 à Séoul, où il remporte une médaille de bronze en skiff. Dans la même catégorie, il termine quatrième aux Jeux olympiques d'été de 1992 à Barcelone.
Il est le seul Néo-Zélandais à avoir été vainqueur en skiff de la régate royale de Henley.
Après son retrait de la compétition, il travaille pour au sein de l'association sportive de Waitakere et est nommé, en 2017, entraineur en chef du club d'aviron de la Takapuna Grammar School (en).
Il meurt d'un cancer à Auckland le 3 avril 2020.

## Palmarès

### Jeux olympiques
- Jeux olympiques d'été de 1988 à Séoul
  -  Médaille de bronze en skiff[3]

### Jeux du Commonwealth
- Jeux du Commonwealth de 1986 à Édimbourg
  -  Médaille de bronze en skiff

### Championnats du monde
- Championnats du monde d'aviron 1990 sur le lac Barrington
  -  Médaille de bronze en skiff